# 前女友们的幽灵
《前女友们的幽灵》（英語：Ghosts of Girlfriends Past）是一部2009年美国浪漫喜剧电影，由马克·沃特斯执导。剧本由乔恩·卢卡斯和斯科特·摩尔根据英国作家查尔斯·狄更斯1843年的长篇小说《小氣財神》改编。影片于2008年2月19日至2008年7月在美国羅德島州拍摄，主演包括马修·麦康纳、珍妮佛·嘉納、萊西·察伯特、艾瑪·史東和邁克爾·道格拉斯。影片于2009年5月1日上映。